# (5687) Yamamotoshinobu
(5687) Yamamotoshinobu est un astéroïde de la ceinture principale.

## Description
(5687) Yamamotoshinobu est un astéroïde de la ceinture principale. Il fut découvert le 13 janvier 1991 à Yatsugatake par Yoshio Kushida et Osamu Muramatsu. Il présente une orbite caractérisée par un demi-grand axe de 3,01 UA, une excentricité de 0,18 et une inclinaison de 12,4° par rapport à l'écliptique.